# Franciszek Zagórnik
Franciszek Zagórnik ps. „Górecki”, także Franciszek Górecki-Zagórnik (ur. 9 września 1900 w Załężu, zm. 10 lipca 1970 w Katowicach) – polski żołnierz, powstaniec wielkopolski i śląski, major Wojska Polskiego, działacz polityczny, pracownik kolei.

## Życiorys

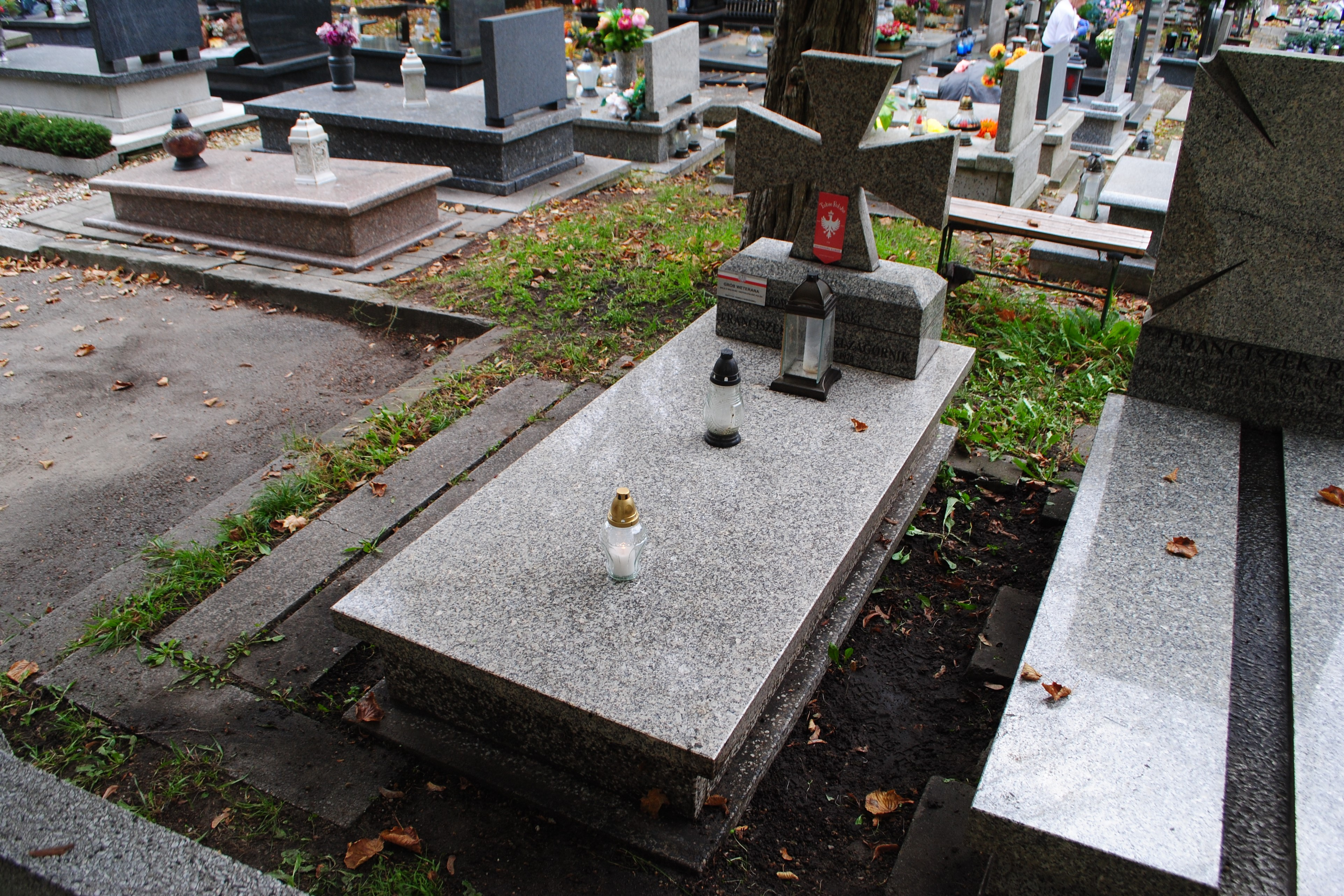
Nagrobek Franciszka Zagórnika na dębskim cmentarzu (2024)

Urodził się 9 września 1900 roku w Załężu (późniejsza część Katowic) jako syn sztygara kopalni „Kleofas”.
W 1918 roku został powołany do armii niemieckiej, z której zdezerterował. Ukrywał się na terenie Wielkopolski. Tam wstąpił do Polskiej Organizacji Wojskowej i walczył w powstaniu wielkopolskim. Po jego zakończeniu wrócił na Górny Śląsk. Był uczestnikiem wszystkich trzech powstań śląskich – w trakcie III powstania był członkiem kompanii załęskiej. W 1922 roku oddelegowano go do Torunia, gdzie ukończył szkołę podchorążych. Następnie otrzymał przeniesienie do rezerwy. Pracował w Polskich Kolejach Państwowych.
W kwietniu 1939 roku został zmobilizowany do wojska. Podczas II wojny światowej walczył w kampanii wrześniowej 1939 roku, m.in. na froncie pod Kutnem, gdzie jako dowódca kompanii dokonał brawurowego ataku na 30 niemieckich czołgów. Walczył do końca kampanii wrześniowej u gen. Franciszka Kleeberga. Po kapitulacji Warszawy współtworzył Związek Walki Zbrojnej, a także prowadził działalność partyzancką – w grudniu 1939 roku z zakonspirowanego mieszkania przy ulicy Wilczej w Warszawie wyruszył do lasów lubelskich, gdzie organizował pierwsze zbrojne oddziały partyzanckie późniejszej Armii Krajowej. Jego oddział m.in.: w Wiśniczu zlikwidował oddział SS, w Makoszówce złapał w zasadzkę pancerny patrol SS wysłany do pacyfikacji miejscowości oraz walczył pod Studziankami, Kutnem i Białą Podlaską. W 1945 roku został wcielony do 2 Armii Wojska Polskiego. Szlak bojowy kończył 9 maja pod Dreznem.
Po wojnie pracował jako inspektor ds. osiedleńczych w Ministerstwie Obrony Narodowej. W 1948 roku w stopniu majora przeszedł do rezerwy, wracając do pracy na kolei. Osiedlił się w Dębie, gdzie sprawował różne funkcje w oddziałach organizacji funkcjonujących w tej części Katowic, m.in. w Związku Bojowników o Wolność i Demokrację.
W latach 1954–1956 był więźniem politycznym. 
Zmarł 10 lipca 1970 roku w Katowicach. Został pochowany na cmentarzu parafialnym przy ulicy Brackiej. 11 listopada 2023 roku okazji Narodowego Dnia Niepodległości jego grób został oznaczony znakami „Tobie Polsko” oraz „Grób weterana walk o wolność i niepodległość Polski”.

## Upamiętnienie
- Ulica mjr. Franciszka Góreckiego-Zagórnika w Katowicach (1997) – 27 stycznia 1997 roku Rada Miejska Katowic przemianowała ulicę Alfreda na ulicę mjr. Franciszka Góreckiego-Zagórnika[12]; poprzednią nazwę przywróciła 28 kwietnia tego samego roku[13].